# Kondariótissa
Kondariótissa, en grec moderne : Κονταριώτισσα, auparavant appelé Koundourgiótissa (Κουντουργιώτισσα), est un village du dème de Díon-Ólympos, de Macédoine-Centrale en Grèce.
Selon le recensement de 2011, la population du village s'élève à 1 662 habitants.